# Campeonato Peruano de Fútbol de 1949
El Campeonato Peruano de Fútbol de 1949, denominado como «XXXIII Campeonato de Selección y Competencia», fue la edición número 33 de la Primera División del Perú y participaron ocho equipos de Lima y Callao. El campeón fue Universitario de Deportes.

## Formato
El torneo se jugó a tres ruedas en sistema de todos contra todos y se otorgaba dos puntos por partido ganado, un punto por partido empatado y ninguno por partido perdido. 
G: 2, E: 1, P: 0

## Ascensos y descensos
| Club          | Ascendido como              |
| ------------- | --------------------------- |
| Centro Iqueño | 1º en Segunda División 1948 |

| Club          | Descendido como             |
| ------------- | --------------------------- |
| Ciclista Lima | 8º en Primera División 1948 |
| Jorge Chávez  | 9º en Primera División 1948 |

## Equipos participantes
| Club                      | Ciudad | Entrenador       |
| ------------------------- | ------ | ---------------- |
| Alianza Lima              | Lima   | Juan Berastaín   |
| Atlético Chalaco          | Callao | Raúl Pardón      |
| Centro Iqueño             | Lima   | Plácido Galindo  |
| Deportivo Municipal       | Lima   | Juan Valdivieso  |
| Sport Boys                | Callao | Teodoro Alcalde  |
| Sporting Tabaco           | Lima   | José Arana       |
| Sucre FBC                 | Lima   | Alfonso Huapaya  |
| Universitario de Deportes | Lima   | Arturo Fernández |

## Tabla de posiciones
| Pos. | Club                | PJ | PG | PE | PP | GF | GC | DG  | Pts. |
| ---- | ------------------- | -- | -- | -- | -- | -- | -- | --- | ---- |
| 1    | Universitario       | 21 | 12 | 5  | 4  | 48 | 29 | +19 | 29   |
| 2    | Sucre FBC           | 21 | 10 | 4  | 7  | 47 | 43 | +4  | 24   |
| 3    | Sporting Tabaco     | 21 | 6  | 10 | 5  | 36 | 29 | +7  | 22   |
| 4    | Alianza Lima        | 21 | 9  | 4  | 8  | 46 | 42 | +4  | 22   |
| 5    | Sport Boys          | 21 | 9  | 4  | 8  | 45 | 41 | +4  | 22   |
| 6    | Deportivo Municipal | 21 | 9  | 4  | 8  | 49 | 48 | +1  | 22   |
| 7    | Atlético Chalaco    | 21 | 5  | 5  | 11 | 31 | 43 | -12 | 15   |
| 8    | Centro Iqueño       | 21 | 3  | 6  | 12 | 27 | 54 | -27 | 12   |

|  | Campeón |

## Campeón
|                         |
| Campeón Nacional        |
| Universitario 7º título |
|                         |

## Resultados

#### Fecha 1 a la 14
| Local \ Visitante   | ALI | CHA | IQU | MUN | SBA | TAB | SUC | UNI |
| ------------------- | --- | --- | --- | --- | --- | --- | --- | --- |
| Alianza Lima        |     | 1–1 | 6–3 | 4–1 | 1–0 | 0–0 | 0–2 | 1–2 |
| Atlético Chalaco    | 3–5 |     | 0–1 | 0–2 | 1–4 | 0–3 | 1–1 | 2–0 |
| Centro Iqueño       | 1–1 | 1–2 |     | 1–2 | 0–2 | 1–1 | 2–2 | 0–3 |
| Deportivo Municipal | 3–1 | 0–0 | 3–2 |     | 1–5 | 1–1 | 2–3 | 1–3 |
| Sport Boys          | 5–2 | 2–1 | 2–2 | 2–7 |     | 1–2 | 5–1 | 1–2 |
| Sporting Tabaco     | 1–1 | 3–0 | 2–2 | 4–4 | 1–1 |     | 6–3 | 0–0 |
| Sucre               | 1–2 | 1–0 | 0–1 | 2–1 | 4–2 | 3–1 |     | 1–2 |
| Universitario       | 0–5 | 2–2 | 7–0 | 3–0 | 2–0 | 2–0 | 2–2 |     |

#### Fecha 15 a la 21
| Local \ Visitante   | ALI | CHA | IQU | MUN | SBA | TAB | SUC | UNI |
| ------------------- | --- | --- | --- | --- | --- | --- | --- | --- |
| Alianza Lima        |     |     | 2–3 |     |     | 3–2 |     | 1–3 |
| Atlético Chalaco    | 2–3 |     |     | 3–4 | 4–2 |     | 3–2 |     |
| Centro Iqueño       |     | 1–2 |     |     | 2–3 |     | 2–5 |     |
| Deportivo Municipal | 2–4 |     | 4–1 |     |     | 1–3 | 4–2 |     |
| Sport Boys          | 2–1 |     |     | 3–3 |     | 1–0 |     |     |
| Sporting Tabaco     |     | 1–1 | 1–1 |     |     |     | 1–3 | 3–2 |
| Sucre               | 5–2 |     |     |     | 3–1 |     |     | 3–3 |
| Universitario       |     | 4–3 | 4–0 | 1–3 | 1–1 |     |     |     |

## Máximos goleadores
| Jugador          | Equipo                    | Goles |
| ---------------- | ------------------------- | ----- |
| Emilio Salinas   | Alianza Lima              | 18    |
| Víctor Espinoza  | Universitario de Deportes | 17    |
| Manuel Rivera    | Deportivo Municipal       | 14    |
| Alberto Terry    | Universitario de Deportes | 12    |
| Jesús Villalobos | Sucre FBC                 | 11    |
| Dante Rovai      | Universitario de Deportes | 11    |

## Equipos de Reserva

### Tabla de posiciones
| Pos. | Club                | PJ | PG | PE | PP | GF | GC | DG  | Pts. |
| ---- | ------------------- | -- | -- | -- | -- | -- | -- | --- | ---- |
| 1    | Sucre FBC           | 14 | 8  | 5  | 1  | 37 | 24 | +13 | 21   |
| 2    | Alianza Lima        | 14 | 7  | 5  | 2  | 33 | 30 | +3  | 19   |
| 3    | Universitario       | 14 | 8  | 2  | 4  | 37 | 25 | +12 | 18   |
| 4    | Deportivo Municipal | 14 | 5  | 2  | 7  | 34 | 42 | −8  | 12   |
| 5    | Centro Iqueño       | 14 | 5  | 2  | 7  | 27 | 28 | −1  | 12   |
| 6    | Atlético Chalaco    | 14 | 5  | 1  | 8  | 26 | 24 | +2  | 11   |
| 7    | Sport Boys          | 14 | 3  | 5  | 6  | 26 | 33 | −7  | 11   |
| 8    | Sporting Tabaco     | 14 | 3  | 2  | 9  | 21 | 35 | −14 | 8    |

|  | Campeón |